# Glyptholapis confusa
Glyptholapis confusa är en spindeldjursart som först beskrevs av Foà 1900.  Glyptholapis confusa ingår i släktet Glyptholapis och familjen Macrochelidae. Inga underarter finns listade i Catalogue of Life.